# Zoltán Tóth
Zoltán Tóth (Debrecen, 24 augustus 1979) is een Hongaarse kunstschaatser.
Toth is actief als individuele kunstschaatser en wordt gecoacht door Zsófia Kulcsár.
| records             | punten | datum      | toernooi                   |
| ------------------- | ------ | ---------- | -------------------------- |
| Hoogste totaalscore | 150.18 | 14-10-2005 | Karl Schäfer Memorial 2005 |
| Hoogste korte kür   | 55.07  | 14-02-2006 | Olympische Spelen 2006     |
| Hoogste lange kür   | 101.20 | 14-10-2005 | Karl Schäfer Memorial 2005 |

## Belangrijke resultaten
| Kampioenschap           | 2000  | 2001 | 2002   | 2003 | 2004 | 2005 | 2006 |
| ----------------------- | ----- | ---- | ------ | ---- | ---- | ---- | ---- |
| Olympische Spelen       |       |      | 25e    |      |      |      | 24e  |
| Wereldkampioenschap     |       | 35e  | 31     | 27e  | 25e  | 27e  |      |
| Europees Kampioenschap  |       | 25e  |        | 17e  | 25e  | 30e  | 26e  |
| Nationaal Kampioenschap | Brons | Goud | Zilver | Goud | Goud | Goud | Goud |